# صحرا غضنفرية شمالي
صحرا غضنفرية شمالي هي قرية في مقاطعة مباركة، إيران. عدد سكان هذه القرية هو 17 في سنة 2006.